# Церковь Спаса Преображения (Сляднево)
Церковь Спаса Преображения — недействующий православный храм в деревне Сляднево Волоколамского городского округа Московской области. Относится к Волоколамскому благочинию Одинцовской епархии Русской православной церкви.
Рядом с церковью расположено Слядневское кладбище.

## История
О раннем существовании деревянной церкви сообщается в приходных окладных книгах Патриаршего приказа за 1703 год: «В нынешнем 1703 году по указу Великого Государя и по помете на выписке казначея монаха Тихона Макарьевского велено новопостроенную церковь Преображения Спасова, которую построил стольник Иван Афанасьев сын Костюрин в Рузском уезде в поместном своем сельце Слядневе…». В последующие десятилетия храм неоднократно перестраивался.
Существующее каменное здание сооружалось в 1890—1902 годах — кирпичная одноглавая церковь в русском стиле, с трапезной и трёхъярусной колокольней. Была построена по проекту архитектора Степана Крыгина на средства купцов Зайцевых. В трапезной были два придела: Никольский и Симеона Персидского. Освящена в 1902 году.
Пережив революцию 1917 года, храм был закрыт в конце 1930-х годов во время гонений на церковь. Находился в заброшенном состоянии и разрушался, практически до руин. Уцелели только четверик и основание колокольни.
В 2000-е годы началось восстановление здания силами Преображенского прихода села Спасс. Согласно благословлению Ювеналия, митрополита Крутицкого и Коломенского, в 2010 году храм Спаса Преображения в деревне Сляднево был приписан к приходу Преображенского храма села Спасс. Возведены крыша и весной 2015 года установлен купол с крестом (освящён настоятелем Преображенского храма села Спасс протоиереем Игорем Бондаревым); строительные работы продолжаются.